# Hoofdklasse hockey dames 1992/93
Het seizoen 1992/93 is de 12de editie van de dameshoofdklasse waarin onder de KNHB-vlag om het landskampioenschap hockey werd gestreden. Voor het eerst werd het landskampioenschap bepaald aan de hand van de play offs die steeds na afloop van de reguliere competitie gehouden worden. 
In het voorgaande seizoen degradeerden Bloemendaal en Oranje Zwart. Voor hen kwamen Rotterdam en EMHC in de plaats.
HGC was de eerste landskampioen na het spelen van play offs. Onderin degradeerden EMHC en Groningen rechtstreeks.

## Eindstand
Na 22 speelronden was de eindstand:
| #  | Club      | GS | W  | G | V  | P  | DV      | DT      | DS  |
| -- | --------- | -- | -- | - | -- | -- | ------- | ------- | --- |
| 1  | HGC       | 22 | 14 | 4 | 4  | 32 | 51 - 21 | 51 - 21 | +30 |
| 2  | Amsterdam | 22 | 15 | 2 | 5  | 32 | 52 - 24 | 52 - 24 | +28 |
| 3  | Laren     | 22 | 13 | 3 | 6  | 29 | 36 - 21 | 36 - 21 | +15 |
| 4  | Kampong   | 22 | 11 | 6 | 5  | 28 | 48 - 20 | 48 - 20 | +28 |
| 5  | MOP       | 22 | 11 | 5 | 6  | 27 | 35 - 22 | 35 - 22 | +13 |
| 6  | HDM       | 22 | 9  | 6 | 7  | 24 | 38 - 25 | 38 - 25 | +13 |
| 7  | Den Bosch | 22 | 7  | 8 | 7  | 22 | 21 - 32 | 21 - 32 | -11 |
| 8  | Rotterdam | 22 | 5  | 6 | 11 | 16 | 11 - 32 | 11 - 32 | -21 |
| 9  | Zwolle    | 22 | 5  | 5 | 12 | 15 | 20 - 38 | 20 - 38 | -18 |
| 10 | Hilversum | 22 | 5  | 4 | 13 | 14 | 19 - 47 | 19 - 47 | -28 |
| 11 | Groningen | 22 | 3  | 7 | 12 | 13 | 11 - 28 | 11 - 28 | -17 |
| 12 | EMHC      | 22 | 3  | 6 | 13 | 12 | 16 - 48 | 16 - 48 | -32 |

### Legenda
| Afk.      | Betekenis                                                               |
| --------- | ----------------------------------------------------------------------- |
| GS        | aantal gespeelde wedstrijden                                            |
| W         | aantal gewonnen wedstrijden                                             |
| G         | aantal gelijk gespeelde wedstrijden                                     |
| V         | aantal verloren wedstrijden                                             |
| P         | totaal aantal punten                                                    |
| DV        | aantal gemaakte doelpunten                                              |
| DT        | aantal doelpunten tegen                                                 |
| DS        | doelsaldo                                                               |
| HGC       | Landskampioen HGC plaatst zich voor de Europacup I 1994                 |
| Amsterdam | Amsterdam plaatst zich voor de Europacup II 1994                        |
| Laren     | Laren en Kampong hebben zich alleen weten te plaatsen voor de play offs |
| Groningen | Groningen en EMHC zijn rechtstreeks gedegradeerd                        |

## Topscorers
| #  | Speler                 | Club      | Goals |
| -- | ---------------------- | --------- | ----- |
| 1. | Wietske de Ruiter      | HGC       | 20    |
| 1. | Mieketine Wouters      | Amsterdam | 20    |
| 3. | Ellen Kuipers          | Kampong   | 19    |
| 4. | Miranda van Grimbergen | HGC       | 12    |
| 4. | Frederiek Grijpma      | Laren     | 12    |
| 6. | Martine Ohr            | HDM       | 11    |
| 6. | Ageeth Boomgaardt      | MOP       | 11    |
| 8. | Els Kodde              | Amsterdam | 9     |
| 8. | Jeannette Lewin        | Kampong   | 9     |
| 8. | Irvy Scheepstra        | MOP       | 9     |
| 8. | Harriët Dijsselhof     | Zwolle    | 9     |

## Play offs landskampioenschap
Halve finales 1/4
| Team        | Score     | Team        |
| ----------- | --------- | ----------- |
| (4) Kampong | 0-1 (0-0) | HGC (1)     |
| (1) HGC     | 2-0 (1-0) | Kampong (4) |

Halve finales 2/3
| Team          | Score             | Team          |
| ------------- | ----------------- | ------------- |
| (3) Laren     | 3-1 (1-1)         | Amsterdam (2) |
| (2) Amsterdam | 2-0 (1-0) wns 3-1 | Laren (3)     |

Finale
| Team          | Score             | Team          |
| ------------- | ----------------- | ------------- |
| (2) Amsterdam | 0-1 (0-0)         | HGC (1)       |
| (1) HGC       | 1-2 (1-0) wns 3-0 | Amsterdam (2) |

Nederlands landskampioenschap

1921/22 ·
1922/23 ·
1923/24 ·
1924/25 ·
1925/26 ·
1926/27 ·
1927/28 ·
1928/29 ·
1929/30 ·
1930/31 ·
1931/32 ·
1932/33 ·
1933/34 ·
1934/35 ·
1935/36 ·
1936/37 ·
1937/38 ·
1938/39 ·
1939/40 ·
1940/41 ·
1941/42 ·
1942/43 ·
1943/44 ·
1944/45 ·
1945/46 ·
1946/47 ·
1947/48 ·
1948/49 ·
1949/50 ·
1950/51 ·
1951/52 ·
1952/53 ·
1953/54 ·
1954/55 ·
1955/56 ·
1956/57 ·
1957/58 ·
1958/59 ·
1959/60 ·
1960/61 ·
1961/62 ·
1962/63 ·
1963/64 ·
1964/65 ·
1965/66 ·
1966/67 ·
1967/68 ·
1968/69 ·
1969/70 ·
1970/71 ·
1971/72 ·
1972/73 ·
1973/74 ·
1974/75 ·
1975/76 ·
1976/77 ·
1977/78 ·
1978/79 ·
1979/80 ·
1980/81
Hoofdklasse dames

1981/82 · 
1982/83 · 
1983/84 · 
1984/85 · 
1985/86 · 
1986/87 · 
1987/88 · 
1988/89 · 
1989/90 · 
1990/91 · 
1991/92 · 
1992/93 · 
1993/94 · 
1994/95 · 
1995/96 · 
1996/97 · 
1997/98 · 
1998/99 · 
1999/00 · 
2000/01 · 
2001/02 · 
2002/03 · 
2003/04 · 
2004/05 · 
2005/06 · 
2006/07 · 
2007/08 · 
2008/09 · 
2009/10 · 
2010/11 · 
2011/12 · 
2012/13 ·
2013/14 ·
2014/15 ·
2015/16 ·
2016/17 ·
2017/18 ·
2018/19 ·
2019/20 ·
2020/21 ·
2021/22 ·
2022/23 ·
2023/24 ·
2024/25 ·
Nederlandse competities: Hoofdklasse (zaal) · Promotieklasse · Overgangsklasse · Eerste klasse · Tweede klasse · Derde klasse · Vierde klasse · Gold Cup · Silver Cup

Nederlands kampioenschap: Lijst van Nederlandse landskampioenen hockey · Lijst van Nederlandse landskampioenen zaalhockey

Europese competities: Euro Hockey League · Europacup I · Europa Cup II · Europacup zaalhockey